# Frente Mulá Dadullah
Frente Mulá Dadullah, também conhecida como a Frente Dadullah  ou Mulá Dadullah Mahaz, é um grupo insurgente no Afeganistão que assumiu a responsabilidade por uma série de atentados e assassinatos centrados em Cabul. É liderada por Mullah Emdadullah Mansoor, que sucedeu Mansoor Dadullah, irmão mais novo de Mulá Dadullah e um ex-comandante sênior do Talibã.

## Histórico
Mulá Dadullah Akhund foi um comandante militar talibã morto em 2007. De acordo com Bill Roggio do Long War Journal, Dadullah havia ingressado no Talibã em 1994, mas caiu em desaprovação por alguns daquela organização pela sua brutalidade durante a guerra civil afegã. Após a invasão norte-americana do Afeganistão em 2001, Dadullah liderou as forças talibãs no sul do Afeganistão. As autoridades do exército americano afirmaram que Dadullah fez uso de atentados suicidas na luta dos talibãs contra os estadunidenses, a OTAN e as forças do governo afegão, e abraçou a ideologia radical da al-Qaeda rejeitada por muitos outros líderes talibãs. Dadullah foi morto pelas forças especiais britânicas na província de Helmand, em 2007; a Frente Dadullah, aparentemente nomeada em sua memória, agora opera nas províncias de Kandahar, Helmand e Uruzgan, com proximidade ou totalmente independente, ou mesmo com a hostilidade das outras forças talibãs.

## Operações
Oficiais militares e da inteligência dos Estados Unidos alegaram que a Frente Dadullah é dirigida por Mulá Abdul Qayyum Zakir, também conhecido como Abdullah Gulam Rasoul, um ex-detento da Prisão de Guantánamo, que foi libertado em 2007. Eles têm, além disso, indicado que o porta-voz do grupo desde 2010 era nomeado Barialay Rahbarmal, embora o porta-voz do grupo em 2012, identificou-se a Express Tribune como Qari Hamza.
A Frente Dadullah reivindicou a responsabilidade pelo assassinato em 14 de maio de 2012 do Alto Ministro da Paz Mulá Arsala Rahmani, que foi baleado no trânsito dentro de Cabul. Hamza, falando com a Tribune, afirmou que a Frente Dadullah iria "atacar e eliminar" todas as pessoas que permitiam a "ocupação [não-muçulmana] do Afeganistão." Rahman foi o segundo Ministro da Paz a ser morto durante o ano, após o assassinato de Burhanuddin Rabbani por um suicida em 20 de setembro de 2011. A Frente Dadullah também assumiu a responsabilidade pelo assassinato. Tanto Rahmani como Rabbani, foram responsáveis por organizar as negociações de paz em curso entre os talibãs e o governo Karzai no Afeganistão.
Interlocutores que alegam representar o grupo contactaram várias autoridades afegãs em maio de 2012, incluindo o representante na província de Zabul Dawood Hasas, e ameaçaram de retaliação aos que votarem a favor de uma "parceria estratégica" negociada entre Hamid Karzai e o presidente dos Estados Unidos, Barack Obama. Jeffrey Dressler , um companheiro do Institute for the Study of War, descreveu as operações da Frente Dadullah como centradas no sul do Afeganistão, mas se estendendo a outras partes do país.
Oficiais estadunidenses e afegãos declararam que temiam que a Frente Dadullah pudesse arruinar as negociações de paz em curso com o Talibã.

## Associação no Afeganistão
Oficiais da inteligência afegã têm afirmado que a Frente Dadullah é afiliada ou uma facção dissidente do Talibã. Porta-vozes do Talibã negam qualquer relação com a Frente, ou os assassinatos de Rabbani e Rahmani; eles têm, além disso, sugerido que o grupo é uma criação da agência de inteligência afegã, a Direção Nacional de Segurança.
O grupo tem sido associado a um outro grupo dissidente dos talibãs, Fidai Mahaz, mas acredita-se que sejam grupos separados.